# Nazionalismo
Il Nazionalismo è un'ideologia che esalta e difende il concetto di patria.
Più in generale è un insieme di dottrine e movimenti che pongono al centro l'idea di nazione e di identità nazionale; storicamente si è manifestato come ideologia alla base della rivendicazione di libertà per una nazione oppressa.

## Storia

### Le origini ideologiche
Il termine fu usato per la prima volta dal filosofo tedesco Johann Gottfried Herder (Nationalismus) intorno al 1770, ma divenne di uso comune solo negli ultimi decenni dell'Ottocento. Le prime manifestazioni del nazionalismo si hanno durante la Rivoluzione francese e in seguito nei paesi occupati dalle truppe napoleoniche.
Viene accettato da molti storici il nesso tra diffusione del nazionalismo e sviluppo industriale di un paese, come pure quello tra nazionalismo e alfabetizzazione delle masse popolari; in tal senso l'età napoleonica costituisce un chiaro spartiacque tra una Europa pre-nazionale, dove l'identità dei vari Stati è costituita dalla continuità dinastica, ed una Europa dove il soggetto primo ed ultimo della politica interna ed estera è costituito dallo Stato-nazione. Affinché questo passaggio si completasse era necessaria l'eliminazione dell'Impero (inteso come Stato plurinazionale) come modello politico; in questo senso tutte le principali guerre del XIX secolo per terminare con la Grande Guerra contribuiscono alla creazione di Stati nazionali dalle ceneri di Stati plurinazionali come l'Impero asburgico, l'Impero ottomano e l'Impero russo. Non è possibile qui ricostruire tutta questa vicenda, ma si possono convenzionalmente individuare tre fasi del processo di nation building in Europa:
1. la Restaurazione (1815/48), quando il Nazionalismo costituisce un'ideologia progressista e liberale sostenuta da una borghesia ancora in lotta con i vecchi ceti aristocratici per il dominio dello Stato;
2. l'età del libero scambio (1848/71) che vede il consolidamento dell'egemonia borghese basata sul binomio liberismo-Stato nazionale; in questo periodo nascono l'Italia e la Germania come nuovi Stati-Nazione, con l'influenza di Francia ed Inghilterra;
3. l'età dell'Imperialismo (1871-1914) quando, anche a causa della lunga e grave crisi economica nota come 'Grande depressione', le borghesie nazionali utilizzano il nuovo binomio protezionismo-imperialismo in una competizione crescente e sfociante nella prima guerra mondiale.

Intanto il nazionalismo si è fatto sempre più aggressivo legandosi in vari modi all'irrazionalismo filosofico ed artistico: si producono la nazionalizzazione delle masse (G. Mosse) in politica interna e la spartizione coloniale del mondo in politica estera. Questo processo è accompagnato da guerre ma anche da periodi di pace; si segnalano il primo congresso di Berlino (1878) in cui vengono ridefinite le sfere di influenza nei Balcani, ed il secondo congresso di Berlino (1885), dove vengono ridefinite le aree di espansione coloniale di Francia, Inghilterra, Russia, Belgio e Germania. Il regista di queste operazioni diplomatiche è il cancelliere tedesco Otto von Bismarck (1862-1890). Infine la prima guerra mondiale (e soprattutto l'epilogo costituito dalla pace di Versailles) non risolve del tutto i problemi suscitati dal nazionalismo imperialistico, ma anzi ne crea di nuovi e più gravi, con la nascita di nuovi nazionalismi ancora più aggressivi ed incontrollabili (Fascismo, Nazismo).

### Il nazionalismo dalle radici alla prima guerra mondiale
In generale si distingue tra il nazionalismo democratico o liberale, che si affermò in Europa e America Latina durante la prima metà dell'Ottocento, ed il nazionalismo della seconda metà del XIX secolo. Il primo pensava alla nazione come comunità che coesiste pacificamente e pariteticamente con altre nazioni (tipica ad esempio di Giuseppe Mazzini), mentre il secondo è legato alla reazione contro la democrazia parlamentare ed all'espansionismo delle nazioni d'Europa impegnate nella gara di supremazia extraeuropea, il colonialismo. Nella prima metà dell'Ottocento il nazionalismo, nell'accezione più alta del termine, cioè come espressione suprema dell'idea di nazione, si sviluppò con maggior vigore in quei paesi che non si erano ancora dotati di uno stato unitario, e cioè la Germania e l'Italia.
Quando ciò avverrà, negli anni sessanta di quello stesso secolo, gli equilibri europei verranno sconvolti e con essi si accelererà lo sfascio dei vecchi imperi multinazionali (soprattutto dell'Impero austro-ungarico e di quello euroasiatico Ottomano), mentre il nazionalismo assumerà caratteri diversi negli Stati-nazione: nel Regno Unito si identificò con la missione imperiale britannica, in Germania si sforzò di creare uno stato autoritario a forte vocazione protezionista e con suggestioni pangermaniste (von Treitsche e von Sybel anticipate già da Fichte), in Francia si strinse attorno al tradizionalismo monarchico e cattolico della destra di Barrès, manifestatosi in occasione dell'affare Dreyfus.

### Il nazionalismo italiano e il fascismo
Il nazionalismo italiano affonda le proprie radici nell'esperienza del Risorgimento e dell'inizio della seconda rivoluzione industriale (1850-1900). Nella seconda metà degli anni sessanta dell'Ottocento assumerà connotazioni e forme politiche e culturali legate all'esperienza risorgimentale, dando vita al fenomeno dell'irredentismo. Tale fenomeno raggiungerà il suo massimo sviluppo agli inizi del secolo successivo. In questa fase il nazionalismo italiano si presentò come movimento delle classi borghesi in ascesa, appoggiato anche da intellettuali, artisti e letterati, fra cui spiccano le figure di Niccolò Tommaseo, Giosuè Carducci e Gabriele D'Annunzio. Sotto il profilo organizzativo e politico, fu importante la fondazione, nel 1910, ad opera di Enrico Corradini e Luigi Federzoni, dell'Associazione Nazionalista Italiana. Il giornale Il Regno fu il primo organo ufficiale del movimento nazionalista italiano, cui seguì il settimanale L'Idea Nazionale, nel 1914 trasformato in quotidiano. Il nazionalismo svolse un ruolo importante in molti momenti della storia d'Italia post-risorgimentale.
Per i nazionalisti, l'Italia deve avere una sua politica di ricongiungimento e deve recuperare le terre italiane ancora sotto il dominio straniero, con un programma che guardava al rafforzamento dell'autorità statale come rimedio contro il particolarismo politico, e la guerra per l'affermazione del prestigio italiano. Furono in prima linea come fautori dell'interventismo nella prima guerra mondiale. L'associazione si candidò come partito politico alle elezioni del 1913 e conquistò alcuni deputati. Dopo la fine della guerra, i nazionalisti alimentarono la campagna sulla "vittoria mutilata".
Nel febbraio 1923 l'Associazione Nazionalista Italiana (ANI) si fuse con il Partito Nazionale Fascista (PNF) e, da allora, un'unità di destini la legò al fascismo italiano. Nel 2009 in Italia vede la luce una formazione estremista guidata da Gaetano Saya, denominata Partito Nazionalista del Popolo Italiano, che adotta come simbolo il Sole Nero, con una sorta di milizia di partito chiamata Guardia Nazionale.
In Italia, Spagna e Germania, il nazionalismo estremo giocò un ruolo fondamentale nell'elaborazione delle ideologie dei "fascismi al potere" (anche se oggi, va detto, un'importante corrente storiografica ritiene improprio raggruppare i vari totalitarismi non apertamente di stampo marxista sotto la generica definizione di "fascismi", essendo stati questi, sostanzialmente e ideologicamente, profondamente diversi, come ampiamente illustrato negli studi di Renzo De Felice e di altri autori a cui lo stesso si rifà). Il rapporto tra nazionalità, nazionalismo estremo e imperialismo dei regimi totalitari è stato al centro del dibattito storiografico successivo alla seconda guerra mondiale.

### Il declino nel secondo dopoguerra e la nascita dell'antimperialismo
A partire dal secondo dopoguerra si andò affermando un tipo di nazionalismo contrapposto a quello occidentale, il quale fino ad allora si era manifestato non solo coi fascismi, ma anche con l'oppressione politica, razziale ed economica dei popoli colonizzati nelle varie parti del mondo. Questo nuovo tipo di "nazionalismo laico" modernizzatore ed emancipatore, inserito nell'ottica dell'internazionalismo proletario sotto la spinta dell'antimperialismo promossa dal blocco comunista, fu uno dei catalizzatori della "via cinese" all'autonomia, del non allineamento dei paesi arabi, della resistenza antifascista nei paesi soggetti a regimi autoritari di destra (ad esempio Grecia e Spagna) e delle lotte al colonialismo nel terzo mondo. 
Oltre al desiderio di liberazione da parte dell'oppressione coloniale e capitalistica, questi movimenti di liberazione si rifacevano al socialismo per due motivi essenziali: vedevano nel movimento comunista l'unico interprete autorevole dell'antimperialismo (e quindi dell'emancipazione dei popoli subalterni), e vedevano nella pianificazione economica sovietica il modello di sviluppo socioeconomico meglio replicabile anche nei loro paesi arretrati.
Nei paesi oppressi e più in generale nel terzo mondo ebbero successo varie forme di lotta antimperialista contrapposta alle potenze straniere: antiamericana ad esempio nella Rivoluzione cubana o nella Guerra del Vietnam, antisionista nei territori palestinesi occupati, ecc. Con la dissoluzione dell'URSS e con il tramonto della minaccia della guerra fredda venne meno anche il sostegno socialista alle nazioni decolonizzate. In seguito al declino del fronte antimperialista in alcune parti del mondo si assistette ad una sua involuzione: il nazionalismo laico nei paesi islamici fu in parte rimpiazzato dal fondamentalismo religioso in una forma variabile, a seconda dell'area interessata, di resistenza collettiva alla modernità, così come intesa dall'Occidente, in nome di presunti valori tradizionali e di posizioni politiche reazionarie; mentre in altre parti del pianeta, come in Africa, in medio Oriente e nella ex Jugoslavia, una volta venute meno le ideologie internazionalistiche, sorsero nuove rivendicazioni nazionali che degenerarono in vere e proprie guerre di sterminio su base etnica (Etnonazionalismo).
Inoltre l'avanzare, spesso invasivo, della globalizzazione in special modo economica ha prodotto una reazione, che ha ridotto il nazionalismo ad etnicismo.

## Analisi teorica
Sul piano teorico ed ideologico il nazionalismo, inizialmente unitario, ben presto si differenzia in varie tipologie tra cui ricordiamo: 
- il nazionalismo umanitario (Rousseau, Herder) ancora legato al cosmopolitismo settecentesco,
- il nazionalismo giacobino, intollerante nei confronti dei dissensi interni e animato da zelo missionario,
- il nazionalismo liberale (Burke, Guizot, von Stein, Cavour) che privilegia la sovranità nazionale in un contesto di garantita libertà individuale, politica, economica;
- il nazionalismo economico (List e la scuola protezionistica tedesca), che studia le modalità di autosufficienza economica nazionale (autarchia).

Louis Snyder, nel suo The meaning of nationalism (1954) ha proposto un approccio storico-cronologico individuando quattro forme di nazionalismo succedutesi nel tempo:
- nazionalismo integrativo (1815-1871) che coinvolse ad esempio i processi unificativi di stati come Italia e Germania (pannazionalismo e irredentismo);
- nazionalismo smembrante (1871-1890) che vide protagoniste le minoranze di imperi in dissolvimento come quello austro-ungarico e ottomano;
- nazionalismo aggressivo (1900-1945) causa scatenante delle due guerre mondiali e quindi profondamente intrecciato con l'Imperialismo (ultranazionalismo);
- nazionalismo contemporaneo (dal 1945 in poi) che si caratterizza per uno sforzo per l'espansione economica e neoimperiale dei due principali attori della guerra fredda (USA e URSS), e per la spinta alla decolonizzazione in Asia, Africa e Medio Oriente.

E. J. Hobsbawm (Nation and nationalism, 1990) accoglie la tesi di proposta da Miroslav Hroch sulla divisione dei movimenti nazionalistici in tre fasi:
1. la riscoperta letteraria e folklorica della cultura popolare;
2. l'agitazione politica del nazionalismo militante di piccoli gruppi;
3. l'adesione a movimenti di massa.

Il politologo contemporaneo Walker Connor si sofferma sullo studio dei moderni nazionalismi classificandoli non solo sotto un profilo storiografico ma anche sociologico, secondo il quale la promozione e la tutela della nazione è un sentimento legato alle esperienze che connettono l'individuo con gli elementi materiali ed immateriali del suo territorio.

## Movimenti nazionalitari di sinistra
In contrapposizione ai movimenti nazionalisti di matrice di Destra, si sono formate organizzazioni di sinistra, in Europa e nel mondo, che fanno riferimento ad un concetto di nazionalismo di sinistra, o di patriottismo socialista, di matrice proletaria ed internazionalista. Spesso queste istanze sono portate avanti soprattutto dalle minoranze senza stato o da popoli oppressi da uno stato straniero.
Aperti alla modernizzazione ed al pluralismo democratico a volte, altre volte questi movimenti sono chiaramente votati alla lotta armata contro le istituzioni oppressive, come nel caso del FLNC corso, dell'IRA in Irlanda o dell'ETA (ad esempio il movimento di sinistra Batasuna nei Paesi Baschi è stato accusato dalle autorità iberiche di collusioni con il terrorismo basco).
In seguito ai fermenti del 1968 si affermarono movimenti della nuova sinistra, o neomarxisti, decisi a farsi carico delle questioni nazionali dei popoli periferici nell'ottica della lotta di classe contro le potenze economico-militari occupanti. Uno degli obiettivi di questi movimenti era quello di supportare le istanze di liberazione nazionale dei popoli subalterni in modo da creare una federazione socialista e autogestionaria dei lavoratori, delle nazionalità e delle regioni. In alcuni casi la cooperazione tra questi movimenti si sviluppò anche in senso lottarmatista, con lo scambio di competenze e di esperienze nei combattimenti metropolitani, allora molto frequenti (specie nei Paesi Baschi e in Irlanda del Nord). Un esempio pratico di questa simbiosi tra diversi movimenti di guerriglia si può trovare nella collaborazione tra rifugiati baschi in Bretagna e indipendentisti di estrema sinistra dell'Armée Républicaine Bretonne (ARB). In Italia queste istanze furono raccolte soprattutto da Lotta Continua, Potere Operaio e Democrazia Proletaria, che promossero una stretta cooperazione con i movimenti di liberazione irlandesi, baschi, corsi, catalani, palestinesi, bretoni, sardi, ecc.
Tra i grandi movimenti nazionalitari di sinistra in Europa sono il moderato Partito Nazionalista Basco, coalizione indipendentista e di sinistra, nei Paesi Baschi, il Blocco Nazionalista Galiziano nella Galizia spagnola, il Partito Nazionale Scozzese in Scozia, il Sinn Féin in Irlanda, Plaid Cymru nel Galles, l'Emgann erede dell'indipendentismo socialista bretone, il Partito Sardo d'Azione di origini socialdemocratiche.
Il politologo di Harvard Yascha Mounk, a proposito dei nazionalismi e protezionismi sorti nel XX secolo a seguito dei fenomeni di migrazioni di massa, identifica questo nazionalismo di sinistra come la assunzione di valori sempre lasciati al controllo e alle politiche della destra, declinati in un diverso orgoglio nazionale basato su un inclusivismo consapevole anziché sul respingimento e segregazione di tali fenomeni come nel nazionalismo di destra.

## Etnonazionalismo di estrema destra
L'etnonazionalismo è quella corrente di estrema destra secondo la quale ogni organismo statale dovrebbe avere come soggetto una popolazione il più possibile omogenea dal punto di vista etnico, culturale, linguistico, religioso e, quindi, necessariamente escludente e razzista perché l'etnicità costituisce il criterio fondante della nazione.
Lo Stato etnico è l'unico a cui vengono attribuite, a lunga scadenza, reali prospettive di stabilità proprio per la sua natura omogenea e la sua rigida conservazione della divisione in classi della società.
Precursore del pensiero etnonazionalista è l'Idea di Volk, che si sviluppò in Germania un secolo addietro, specie durante il nazismo. Nella visione etnonazionalista la mappa geopolitica dell'Europa deve essere ridisegnata, attraverso la nascita di una confederazione europea etnica, costituita da Regioni-Stato, etnicamente omogenee. Ideologie etnonazionaliste sono ad esempio il nordicismo, lo scandinavismo, l'arianismo, il pangermanismo, il serbismo, l'albanismo, il nazionalismo boero afrikaner, l'ungarismo, il panslavismo, il panellenismo, il francismo, l'etnostato bianco ecc.
Alcuni tratti, che possono accomunare i movimenti etnonazionalisti, ma non necessariamente, sono: 
- la lotta contro lo Stato-nazione non puro dal punto di vista etnico, da essi considerato di matrice massonica e giacobina, mentre lo stato nazione etnico è il loro obiettivo;
- la lotta contro una trasformazione dello Stato-nazione in senso etnicamente eterogeneo ossia in un tipo di società multietnica, multiculturale e multireligiosa, al fine di mantenere un tipo di società etnicamente e culturalmente pura;

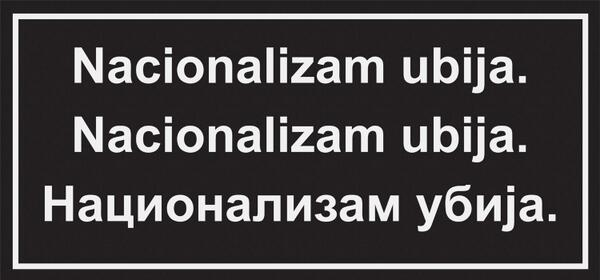
"Il nazionalismo uccide" in Bosniaco, Croato e Serbo è un motto di UDIK contro il nazionalismo in Bosnia-Erzegovina, Croazia e Serbia

Negli ultimi anni si è tornato a parlare di nazionalismo a seguito della caduta del comunismo ed in particolar modo della caduta dell'Unione Sovietica e, conseguentemente, del blocco orientale; quest'ultimo si è disciolto con modalità relativamente pacifiche, se si esclude la Romania. Tale disgregazione ha dato modo ad un nuovo tipo di nazionalismo, configuratosi come etnonazionalismo, di affermarsi nella fascia del continente eurasiatico che va dalla costa balcanica dell'Adriatico sino all'Asia centrale. Tale affermazione ha avuto esiti devastanti; basti ricordare il conflitto nella ex Jugoslavia, nella Cecenia russa e in Ucraina. Il nazionalismo così, alla fine del XX secolo, ha assunto il volto dell'etnicismo, talvolta esasperato e mescolato a fondamentalismi religiosi, tribalismo, localismo o comunitarismo, come nel caso dell'Africa subsahariana ed in particolar modo in Ruanda e Burundi nel 1994.
Definire l'etnia, le guerre etniche e lo stesso etnicismo in quanto surrogato del nazionalismo, è molto difficile anche per gli scienziati sociali e gli antropologi, lasciando così aperte complesse questioni.

## Nazionalismo borghese
Per la prima volta teorizzato da Vladimir Lenin nella critica al nazionalismo borghese e democratico borghese:
(Vladimir Lenin)
In oltre lo commento nel seguente modo:
(Vladimir Lenin)

## Nazionalismo civico
I partiti nazionalisti liberale, al contrario degli etnonazionalisti, propugnano l'inclusività delle minoranze etniche, sono discretamente progressisti sui diritti civili e liberisti in economia. Tra questi si segnalano in Europa il Partito Nazionale Scozzese, la Sinistra Repubblicana di Catalogna (ERC), nel Regno Unito il Partito Conservatore, che sostiene l'unionismo britannico (mantenere e rafforzare l'odierna formazione del Regno Unito, composto da Inghilterra, Galles, Scozia e Irlanda del Nord) e il servitore del popolo; al di fuori dell'Europa, il Parti Québécois canadese e i partiti israeliani Yesh Atid e il partito laburista. Nel caso del Partito Nazionale Scozzese, partito di ispirazione socialdemocratica e filoeuropeista, il concetto di nazionalismo etnico tipico dei movimenti conservatori è sostituito da un nazionalismo civico, aperto all'integrazione degli stranieri, in cui l'appartenenza nazionale è dovuta non alla discendenza dalla stirpe celtica quanto all'adesione dei cittadini ai valori politici e sociali del popolo scozzese; dopo l'esito del referendum sulla permanenza del Regno Unito nell'Unione europea, tale partito ha mostrato interesse per convocare un nuovo referendum sull'indipendenza scozzese per riaderire all'UE.

## Econazionalismo
L'econazionalismo, oltre alla visione puramente nazionalista della società e delle popolo, si allarga all'intero ecosistema, includendovi gli esseri viventi, il paesaggio, la cultura umana e ogni altro elemento legato al territorio nativo, parola dalla quale deriva etimologicamente il termine stesso di nazione. Tesi econazionaliste, per esempio, prendono corpo e consistenza tra i nazionalisti sardi del partito politico Sardigna Natzione Indipendentzia, gli econazionalisti insubri e gli indipendentisti veneti.